# 美国银行大厦 (普罗维登斯)
美国银行大厦（英語：Bank of America Building），高428英尺，26层，是普罗维登斯和罗德岛州最高建筑，在新英格兰则名列第28位。1928年建成时为新英格兰高度第三的建筑物，仅次于哈特福德的旅行家大厦和波士顿海关塔楼。